# Häxmjölk
Häxmjölk är en vätska som kan komma från nyfödda barn, både flickors och pojkars, bröst, på grund av hormoner de fått via navelsträngen från modern. Det är ofarligt och försvinner efter ett par dagar.